# Lamponata
Lamponata là một chi nhện trong họ Lamponidae.